# Rząd Aleksandra Zawiszy
Rząd Aleksandra Zawiszy – gabinet pod kierownictwem premiera Aleksandra Zawiszy
Powołanie

24 czerwca 1965 roku prezydent RP August Zaleski mianował Aleksandra Zawiszę Prezesem Rady Ministrów, a 25 czerwca na jego wniosek nowych członków rządu. 26 czerwca prezydent RP odebrał przysięgę od nowo mianowanych członków rządu.
Skład rządu:
- Aleksander Zawisza –  prezes Rady Ministrów i minister spraw zagranicznych
- gen. dyw. Stefan Dembiński – minister obrony narodowej (do 15 września 1969)
- ppłk piech. st. sp. dr Andrzej Cichowski – minister skarbu (do 11 października 1965)
- gen. bryg. Stanisław Lubodziecki – minister sprawiedliwości (do 11 kwietnia 1970)
- Jerzy Ścibor – minister spraw krajowych (do 15 września 1966)
- Zygmunt Muchniewski – minister zagadnień polskiej emigracji politycznej
- płk dypl. Kazimierz Klochowicz – minister informacji i dokumentacji (do 28 listopada 1966)
- Bohdan Wendorff – minister (do 19 stycznia 1968[2])

Zmiany w składzie rządu.

11 października 1965 roku prezydent RP zwolnił doktora Andrzeja Cichowskiego z urzędu Ministra Skarbu, a na jego miejsce mianował pułkownika intendenta z wyższymi studiami wojskowymi Augustyna Gruszkę. W tym samym roku pułkownik Gruszka został awansowany na generała brygady.
- Stefan Eichler - minister spraw krajowych (od 15 września 1966)
- Juliusz Nowina-Sokolnicki – minister informacji i dokumentacji (od 12 stycznia 1967)
- płk aud. Stefan Gałyński – minister (25 stycznia 1968 – † 14 marca 1970)
- prof. dr Jerzy August Gawenda – minister wyznań religijnych, oświaty i kultury (od 12 marca 1968)
- gen. bryg. Jan Lachowicz - minister obrony narodowej (od 15 września 1969)

Dymisja

9 czerwca 1970 roku prezydent RP August Zaleski przyjął Prezesa Rady Ministrów Aleksandra Zawiszę, który przedstawił prośbę o dymisję Rządu. 11 czerwca prezydent RP przyjął dymisję rządu i jednocześnie powierzył premierowi Zawiszy i ustępującym ministrom pełnienie ich obowiązków do czasu powołania nowego rządu.